# Philodryas olfersii
Philodryas olfersii là một loài rắn trong họ Rắn nước. Loài này được Lichtenstein mô tả khoa học đầu tiên năm 1823.

## Từ nguyên
Tên cụ thể của loài rắn này là olfersii được đặt để vinh danh nhà tự nhiên học người Đức Ignaz von Olfers.

## Mô tả
Loài này đạt tổng chiều dài tối đa từ 1 đến 1.5 mét (khoảng 40 đến 60 inch) (bao gồm cả đuôi).

## Sinh sản
Chúng là loài đẻ trứng. Mỗi quả trứng có kích thước khoảng 5 xentimét (khoảng 2 inch).

## Thức ăn
Chúng ăn các loài gặm nhấm, thằn lằn, lưỡng cư và các loài chim, đặc biệt là chim non. Ngoài ra, chúng cũng ăn thịt những loài rắn khác, bao gồm cả những con có kích thước lớn gần bằng chúng.

## Phân loài
Một số nguồn không công nhận bất kỳ phân loài nào của loài này. Tuy nhiên, các nguồn khác vẫn công nhận ba phân loài dưới đây, bao gồm cả phân loài không điển hình:
- Philodryas olfersii herbeus (Wied, 1825)
- Philodryas olfersii latirostris (Cope, 1862)
- Philodryas olfersii olfersii (Lichtenstein, 1825)

## Phân bố
Chúng là loài bản địa ở miền nam Nam Mỹ, bao gồm Brazil, Bolivia, tây bắc Paraguay và bắc Argentina.

## Hình ảnh

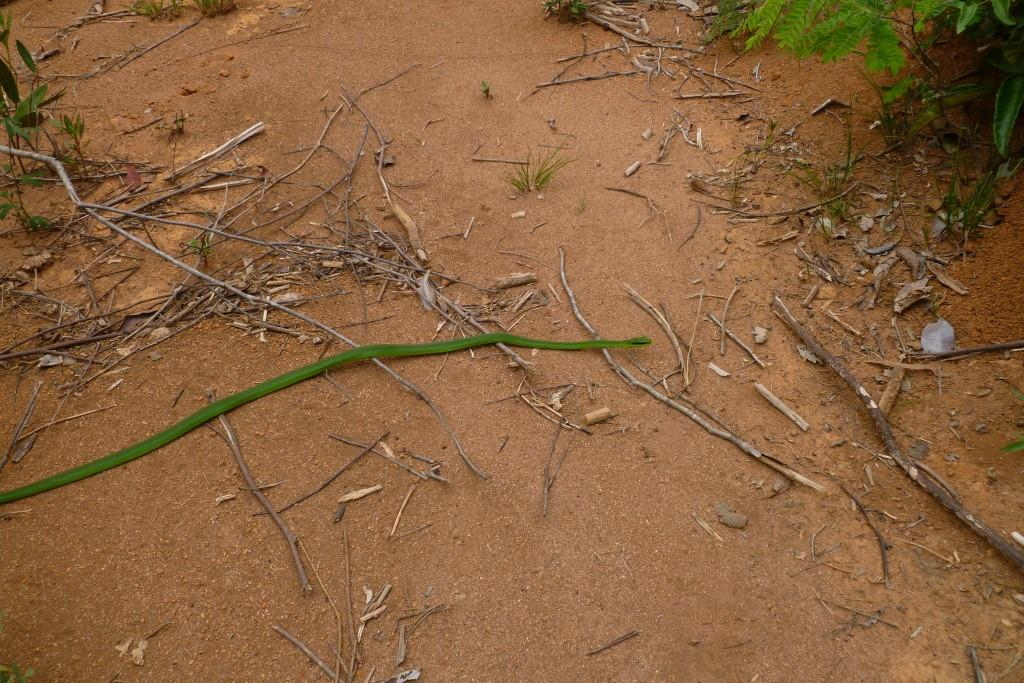
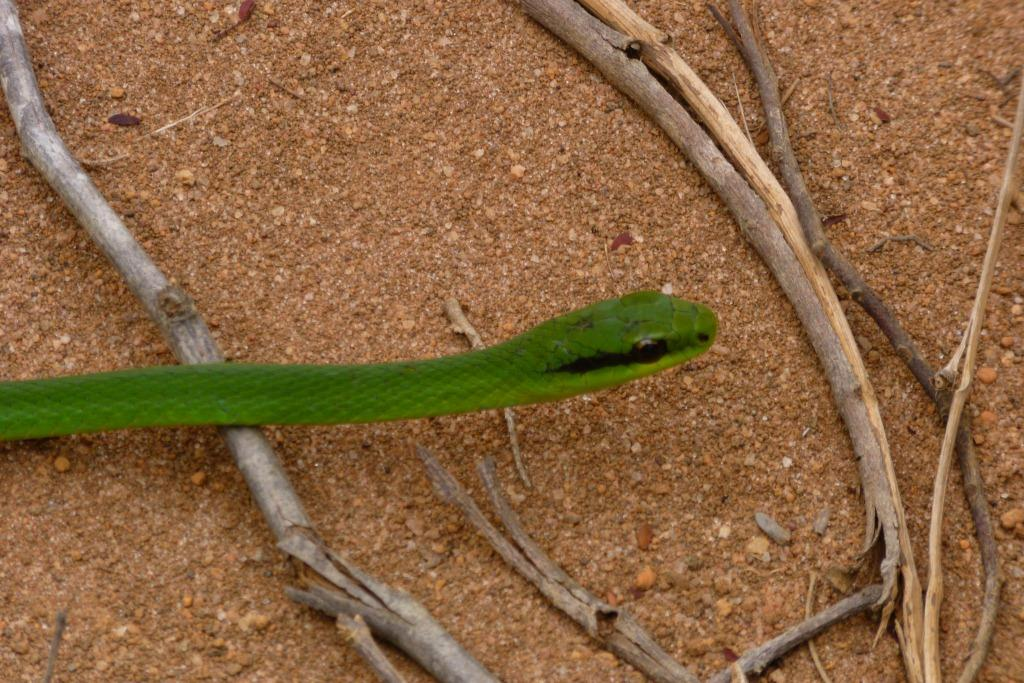